# Sarape

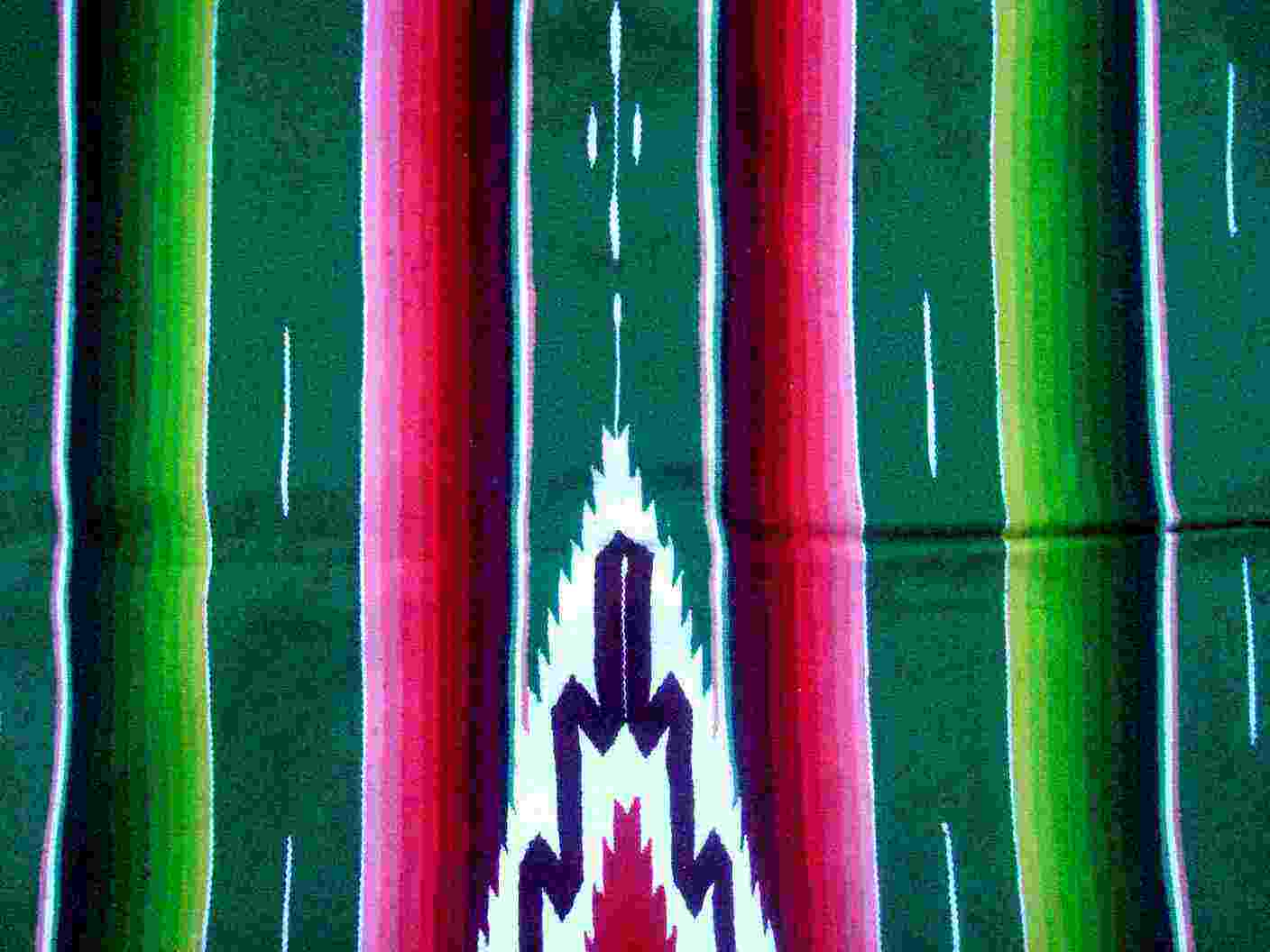
Motif central d'un sarape

Un sarape (ou zarape) est une pièce de tissu multicolore ornementale américaine. À l'origine en laine, cet artisanat a fait la réputation de la ville de Saltillo durant de nombreuses années.
Il peut être porté à la manière d’un châle ou bien d’une cape.